# زنجي معتق

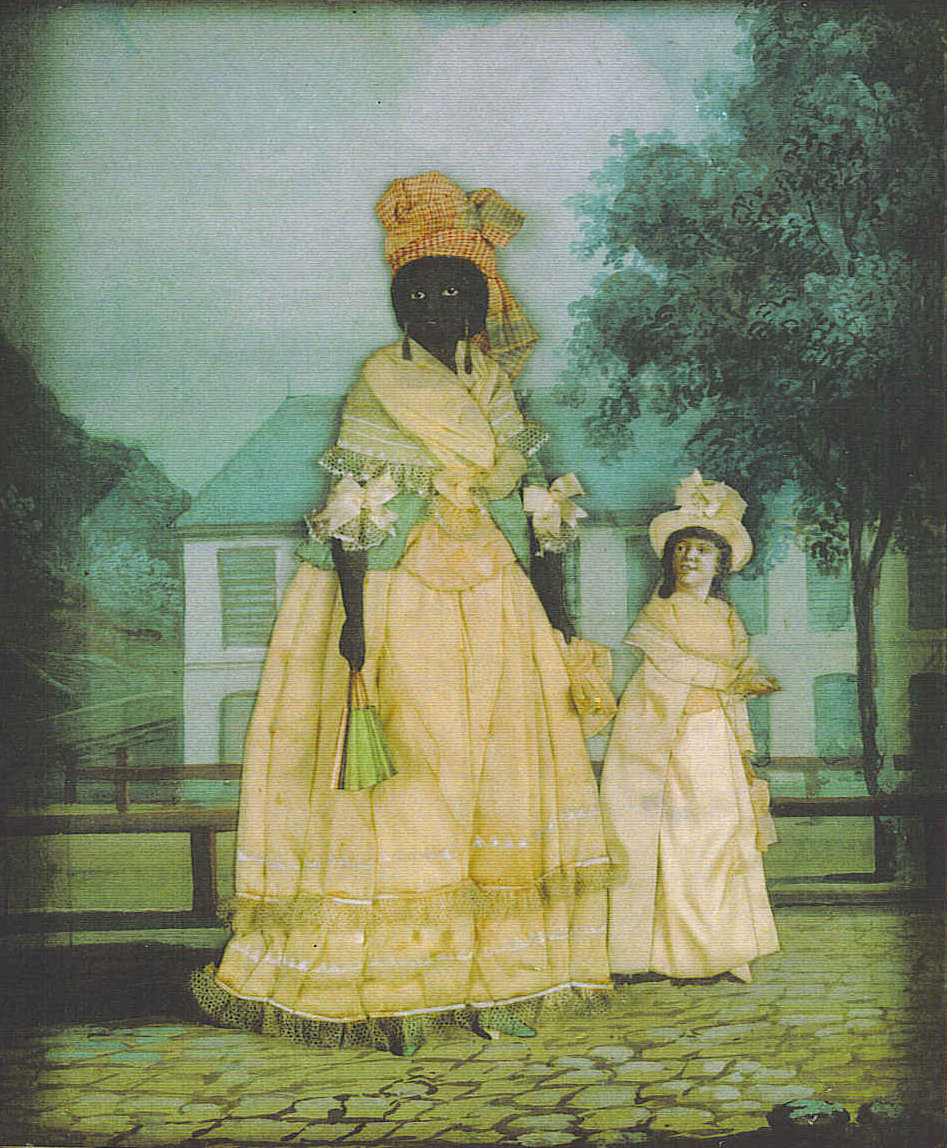

في تاريخ الولايات المتحدة، الزنجي المعتق أو الأسود المعتق هو الوضع القانوني للأمريكيين الأفارقة غير العبيد، ضمن أراضي الولايات المتحدة جغرافيًا. يشمل الزنجي المعتق العبيد المعتقين (الرجال الأحرار) وأولئك الذين ولدوا أحرارًا (الملونون الأحرار).
استُخدم المصطلح قبل استقلال المستعمرات الثلاث عشرة وفي مناطق أخرى من أمريكا الشمالية البريطانية، حتى إلغاء العبودية في الولايات المتحدة في شهر ديسمبر عام 1865، فلم يعد مصطلح الزنجي المعتق ذي فائدة.

## خلفية تاريخية
كانت العبودية مشرعنة ومُورست في مستعمرات أميريكا الشمالية الأوروبية في مختلف الأزمنة. لم يكن جميع الأفارقة الذين جاؤوا إلى أوروبا من العبيد، بل جاء بعضهم في القرن السابع عشر بصفة رجالٍ أحرار أو بحارة يعملون على متن السفن. في الأعوام الأولى من بداية الاستعمار، جاء بعض الأفارقة بصفتهم خدمًا لفترة مؤقتة يصبحون أحرارًا بعد انتهاء فترة الرق تلك. أصبح هؤلاء الخدم أحرارًا عندما استكملوا فترة الاسترقاق، وأصبحوا بعد تحريرهم مؤهلين للحصول على حقهم في امتلاك أرضٍ في مستعمرة جديدة واقعة في منطقة خليج تشيزبيك، حيث كانت العمالة المؤقتة –أو الاسترقاق المؤقت– أكثر شيوعًا.
بدءاً من عام 1678، برزت طبقة من السود المعتقين في أمريكا الشمالية. ساهمت عدة مجموعات في نمو وازدياد تعداد السكان الزنوج المعتقين، وهذه المجموعات هي:
1. الأطفال المولودين لأمهات ملونات معتقات
2. الأطفال الخلاسيون المولودين لخادم أبيض أو امرأة معتقة
3. الأطفال مختلطي العرق المولودين لامرأة هندية أصلية معتقة (حُظر استعباد الهنود الأصليين منذ منتصف القرن الثامن عشر، لكن عملية الاسترقاق استمرت حتى إعتاق العبيد في ستينيات القرن التاسع عشر)[2]
4. العبيد المعتقون
5. العبيد الهاربون[3]

كان العمال السود يعملون إما خدمًا في المنازل أو عمالًا في المزارع ضمن معظم المناطق. كان لعمالة السود أهمية اقتصادية في مجال التصدير ضمن مزارع التبغ في فرجينيا وماريلاند، والأهمية ذاتها في مزارع الأرز والأصبغة النيلية في كارولاينا الجنوبية. بين عامي 1620 و1780، نُقل نحو 287 ألف عبد إلى المستعمرات الثلاث عشرة، ما يعادل 2% من مجموع العبيد المنقولين من أفريقيا، والبالغ عددهم 6 مليون. نُقل السواد الأعظم من الأفارقة المستعبدين إلى مستعمرات الكاريبي والبرازيل للعمل في مزارع قصب السكر، حيث كان متوسط العمر المتوقع لهم قصيرًا، وكان من الضروري إعادة ملء المنطقة بالعبيد للحفاظ على عددهم.
| السنوات   | العدد   |
| --------- | ------- |
| 1620–1700 | 21,000  |
| 1701–1760 | 189,000 |
| 1761–1770 | 63,000  |
| 1771–1780 | 15,000  |
| المجموع   | 287,000 |

كان متوسط العمر المتوقع للعبيد في الولايات المتحدة أعلى بكثير. أدى ذلك، بالإضافة إلى معدل الولادات المرتفع، إلى نمو تعداد العبيد بسرعة لأن عدد الولادات تجاوز عدد الوفيات، ووصل الأول إلى نحو 4 ملايين بحلول إحصاء عام 1860 في الولايات المتحدة. منذ عام 1770 وحتى عام 18960، كان معدل نمو السكان الطبيعي لدى العبيد في أمريكا الشمالية أكبر بكثير من نظيره في أي دولة أوروبية، وكان أسرع بمرتين من معدل النمو الطبيعي في إنجلترا. يعود ذلك جزئيًا إلى معدل الولادات المرتفع «فحقق تعداد العبيد في الولايات المتحدة معدلات مشابهة لازدياد تعداد السكان البيض، ولا يُعزى ذلك إلى امتيازات خاصة للسود، بل السبب هو المعاناة الكبيرة والحرمان المادي».
استوردت المستعمرات الجنوبية عددًا أكبر من العبيد، بداية من المستعمرات الإنجليزية المؤسسة في الهند الغربية. زادت المستعمرات الداخلية، بالإضافة إلى المستعمرات الجنوبية أيضًا، القيود التي عرّفت العبودية وحددتها باعتبارها طبقة عرقية مرتبطة بالإثنية الأفريقية. في عام 1663، أقرت فرجينيا مبدأ Partus sequitur ventrem في قانون العبيد، ووفقًا لهذا المبدأ، وُلد الأطفال حاملين المكانة الاجتماعية ذاتها التي تحملها أمهاتهم، بدلًا من يحملوا مكانة والدهم، وهو التقليد الذي اتبعه الرعايا الإنجليز وفق القانون الإنجليزي. حذت مستعمرات أخرى حذو فرجينيا. يعني هذا القانون أن أطفال النساء المستعبدات اعتبروا عبيدًا أيضًا في أميريكا البريطانية، بصرف النظر عن مكانة آبائهم أو إثنيتهم. في بعض الحالات، اعتُبر بعض الأفراد البيض عبيدًا وفق قانون فرجينيا في تلك الفترة لأنهم ولدوا لأم مستعبدة.
وفقًا لبول هاينيغ، انحدرت معظم عائلات السود التي عاشت في المستعمرات الثلاث عشرة قبل الثورة الأمريكية في أواخر القرن الثامن عشر من زيجات بين نساء بيض (سواء كنّ من الخدم المؤقت أو الأحرار) ورجال أفريقيين (سواء كانو خدمًا مؤقتين أو أحرارًا أو عبيدًا). برزت هذه العلاقات بشكل رئيس في صفوف الطبقة العاملة، ما يعكس تداخل المجتمعات في تلك الفترة. كان هؤلاء الأطفال ذوي العرقية المختلطة أحرارًا لأنهم ولدوا لأمهات أحرار. تعقب هاينيغ تاريخ هذه العائلات بعدما لجأ إلى وثائق المحكمة والصكوك والوصايا والسجلات الأخرى، ولاحظ أن أسلاف نحو 80 بالمئة من الزنوج المعتقين سُجلوا في إحصاءات سكان الجنوب العلوي منذ عام 1790 وحتى عام 1810.
بالإضافة لذلك، أعتق بعض الأسياد عبيدهم لأسباب مختلفة: إما لمكافأتهم على سنوات الخدمة الطويلة، أو لأن ورثة العبيد لم يرغبوا بالاحتفاظ بهم، أو لإعتاق المحظيات المستعبدات و/أو أطفالهن. سُمح للعبيد في بعض الأحيان شراءُ حريتهم، وسُمح لهم الاحتفاظ بأموال الأجور المدفوعة عندما يوظّفهم أسياد آخرون للعمل لديهم. منذ منتصف القرن الثامن عشر وحتى أواخره، شجّع المبشرون من أتباع الكنيستين الميثودية والمعمدانية –خلال فترة الصحوة العظمى الأولى (نحو العام 1730 وحتى عام 1755)– سادة العبيد على إعتاق عبيدهم، والسبب هو إيمان هؤلاء بأن جميع الناس متساوون أمام الله. استطاع هؤلاء أيضًا تحويل الكثير من العبيد إلى المسيحية، ووافقوا على تبوأ الزعماء السود منصب الواعظ، لدرجة أن السود بنوا كنائسهم الخاصة. قبل الحرب الثورية الأمريكية بين عامي 1775 و1783، أُعتق عدد قليل جدًا من السود.
اضطربت مجتمعات العبيد جراء الحرب بشدة. بدءًا من إعلان اللورد دنمور عام 1775، حاكم فرجينيا، الذي سمح للحكومات البريطانية الاستعمارية بتجنيد العبيد من المتمردين وغير المتمردين، وإلحاقهم بالقوات المسلحة ووعدهم بمنحهم حريتهم مقابل القتال إلى جانبهم. سمح الجيش القاري للسود بالقتال تدريجيًا، ومنحهم أيضًا وعد الحرية. هرب عشرات آلاف العبيد من المزارع أو أماكن العمل الأخرى، تحديدًا في الجنوب. التحق البعض بصفوف الجيش البريطاني، أو اختفى وسط هذه الحرب الممزقة. عقب الحرب، أخلى البريطانيون نيويورك في شهر نوفمبر عام 1783، ونقلوا أكثر من 3000 أسود موالٍ وآلاف الموالين الآخرين للاستيطان مجددًا في نوفا سكوشا وما عُرف لاحقًا بكندا العليا (جزء من مقاطعة أونتاريو اليوم). غادر ما مجموعه 29 ألف لاجئ موالٍ مدينة نيويورك وحدها. أخلى البريطانيون آلاف العبيد عندما غادروا الموانئ الجنوبية، وأعادوا توطين الكثير منهم في الكاريبي وأجزاء أخرى من إنجلترا.
في العقدين الأولين التاليين للحرب، ارتفع عدد ونسبة الزنوج المعتقين في الولايات المتحدة بشكل دراماتيكي، وأبطت الولايات الشمالية العبودية تدريجيًا. أعتق العديد من أسياد العبيد، في الجنوب العلوي تحديدًا، عبيدهم متأثرين بالمثل العليا للحرب. منذ عام 1790 وحتى عام 1810، ارتفعت نسبة السود المعتقين في الجنوب العلوي من أقل من 1% بالمجمل،[بحاجة لتوضيح] أما على الصعيد الوطني، فارتفعت نسبة السود المعتقين إلى 13%.